# Médiathèque Jean-Pierre-Melville
La médiathèque Jean-Pierre-Melville (comportant également la bibliothèque Marguerite-Durand) est un site culturel au 79, rue Nationale, dans le quartier de la Gare du 13e arrondissement de Paris. Ouvert en 1989, son bâtiment, dont les larges baies vitrées laissent entrevoir les activités depuis la rue, est une réalisation de l'atelier d'architecture Canal. La médiathèque est nommée en hommage au réalisateur français Jean-Pierre Melville, dont les Studios Jenner étaient implantés non loin de là, rue Jenner. 

## Situation
Son bâtiment se trouve à l'angle de la rue Nationale et de la rue de Tolbiac, à proximité du centre Pierre-Mendès-France de l'université Panthéon-Sorbonne et de l'ensemble immobilier des Olympiades, dans un secteur desservi par la station de métro Olympiades, située au pied de la médiathèque.

## Mission et activités
Outre les missions d'une bibliothèque et médiathèque de prêt généraliste, la médiathèque Jean-Pierre-Melville est aussi spécialisée dans les langues asiatiques, étant dans les abords du triangle de Choisy, qui est considéré en raison de sa population et ses activités, comme le principal « quartier asiatique de Paris ». 
Elle co-habite aussi (dernier étage) avec la bibliothèque Marguerite-Durand sur l'histoire des femmes, du féminisme et du genre.
Elle accueille enfin dans ses locaux des expositions temporaires et des manifestations culturelles. 